# Sealed with a Kiss
«Sealed with a Kiss» (en español: Sellado con un beso) es una canción escrita y compuesta por Peter Udell y Gary Geld. Alcanzó el éxito como un sencillo de Brian Hyland en 1961, quien recuerda que Geld dijo que la canción estaba "basada en, pero no totalmente, en un ejercicio de Bach". La grabación original de "Sealed With a Kiss" fue la de The Four Voices que se lanzó como sencillo en mayo de 1959 sin convertirse en un éxito.
Las letras son desde el punto de vista de uno de los dos amantes que han tenido que separarse durante el verano. El narrado, dependiendo del género del intérprete, le promete al amante que ha tenido que dejar que le envíe ese digno amor y sus sueños en cartas diarias "selladas con un beso"; también le pide al otro amante que se comprometa, bajo el sello de un beso, a que se reúnan en septiembre. 

## Versiones

### Brian Hyland
En 1961, Brian Hyland, quien a menudo interpretaba el material de Udell y Geld, versionó la canción. El sencillo de Hyland comenzó su carrera el 1 de junio de 1961 y se convirtió en un éxito, alcanzando el número 3 tanto en el Billboard Hot 100 como en el UK Singles Chart. El personal de la grabación original de Brian Hyland incluyó a Mundell Lowe, Al Caiola a la guitarra, Gary Geld al piano, George Duvivier al bajo, Blackie Shackner a la armónica, Gary Chester a la batería y Sticks Evans y Al Rogers a la percusión. 
Cuando se relanzó en 1974, la grabación de Hyland se ubicó en el Reino Unido en el número 7. Hyland también grabó una versión en alemán. 

### Gary Lewis & the Playboys
Gary Lewis & the Playboys realizaron un cover en 1967 en el álbum Gary Lewis Now!, llegando al puesto 19 en el Billboard Hot 100.

### Bobby Vinton
Una tercera versión de Top 40 Hot 100 llegó en 1971, cuando Bobby Vinton lanzó su interpretación como sencillo. Alcanzó el número 19 en la lista de sencillos de Billboard. Esta versión también ocupa un lugar destacado en la lista contemporánea para adultos de Billboard (n. ° 2). Vinton arregló la canción él mismo, con un sonido moderno que incluye una exclusiva apertura de bongo que hizo que la canción se destaque del resto. El éxito del sencillo llevó a Vinton a lanzar un álbum, también titulado Sealed With A Kiss, que fue catalogado como un éxito de ventas. Este sencillo, que fue un seguimiento de "Every Day of My Life", marcó una remontada de Vinton en 1971, con el artista apareciendo en American Bandstand y otros programas de televisión en la fuerza del sencillo. Billboard la clasificó como la canción número 87 de 1971. 
La grabación de Vinton se usó tanto en el tráiler como en los créditos finales de la película de terror de 2007 All the Boys Love Mandy Lane .

### Jason Donovan
En 1989, Jason Donovan lanzó una versión de portada como el tercer sencillo de su álbum debut, Ten Good Reasons. Su versión fue directamente al UK Singles Chart en el número uno y se quedó allí durante dos semanas, llegando también a la cima en Finlandia e Irlanda.

### Otras versiones
El trío de chicas de R&B estadounidense, los juguetes, lo cubrieron en 1968, alcanzando el número 43 en las listas de R&B de EE. UU. También fue cubierto por el acto pop los Lettermen. 
Otros intérpretes que han incluido Sealed with a Kiss en su repertorio son: 
- Bobby Vee
- Mud
- The Shadows
- la excantante de ABBA Agnetha Fältskog
- Chris de Burgh
- Shelley Fabares
- Spanky and Our Gang

## Listas de popularidad
| Año  | Artista/Grupo             | Listas                                             | Posición más alta |
| ---- | ------------------------- | -------------------------------------------------- | ----------------- |
| 1961 | Brian Hyland              | Reino Unido - UK Singles (Official Charts Company) | 3                 |
| 1961 | Brian Hyland              | Estados Unidos - US Singles (Billboard Hot 100)    | 3                 |
| 1967 | Gary Lewis & the Playboys | Australia                                          | 74                |
| 1967 | Gary Lewis & the Playboys | Canadá - RPM Top Singles                           | 7                 |
| 1967 | Gary Lewis & the Playboys | Estados Unidos - (Billboard Hot 100)               | 19                |
| 1967 | Gary Lewis & the Playboys | Estados Unidos - US Adult Contemporary (Billboard) | 32                |
| 1974 | Brian Hyland              | Reino Unido - UK Singles (Official Charts Company) | 7                 |
| 1974 | Brian Hyland              | Irlanda - IRMA                                     | 13                |
| 1989 | Jason Donovan             | Australia                                          | 8                 |
| 1989 | Jason Donovan             | Austria                                            | 5                 |
| 1989 | Jason Donovan             | Bélgica                                            | 2                 |
| 1989 | Jason Donovan             | Finlandia (The Official Finnish Charts)            | 1                 |
| 1989 | Jason Donovan             | Francia - SNEP                                     | 12                |
| 1989 | Jason Donovan             | Alemania - GfK Entertainment Charts                | 4                 |
| 1989 | Jason Donovan             | Irlanda - IRMA                                     | 1                 |
| 1989 | Jason Donovan             | Dutch40                                            | 11                |
| 1989 | Jason Donovan             | New Zealand                                        | 13                |
| 1989 | Jason Donovan             | Sweden                                             | 8                 |
| 1989 | Jason Donovan             | Swiss                                              | 7                 |
| 1989 | Jason Donovan             | Reino Unido - UK Singles (Official Charts Company) | 1                 |